# 진에어
진에어(영어: Jin Air)는 대한민국의 저비용 항공사으로 현재 대한민국의 운송 전문 기업집단인 한진그룹에 소속되어 있으며 2017년 12월 8일 코스피에 상장되었다.

## 역사
진에어는 원래 에어 코리아라는 이름으로 설립되었으나 2008년 실용주의에 입각하여 명칭을 현재의 사명인 진에어로 변경하였으며 실용주의와 사명의 영향을 받아 유니폼을 청바지로 확정하였다. 그리고 같은 해 7월, 첫 항공기를 도입하였으며 항공운항증명을 교부받아 김포 - 제주간 노선에 취항했다.
본애 진에어는 국내 항공사들 중 유일하게 청바지를 공식 유니폼으로 지정한 항공사였으나, 2019년 5월 새로운 진에어의 유니폼이 공개되었으며 같은 해 7월부터 적용에 들어갔다.
2018년에 한진그룹의 사회적 문제가 진에어 등기 불법까지 드러나자 정부가 비공개회의에서 면허 취소라는 초강경까지 검토 중이라고 밝히기도 했지만. 8월 17일 국토교통부가 면허를 취소하지 않기로 하였으며 신규 노선 허가 등의 운항제재조치를 실행하기로 하였으며 1년 8개월간에 걸친 제재조치는 2020년 3월 31일을 기해 공식 해제되었다.

## 연혁

### 2000년대

#### 2008년
- 1월 23일: (주)진에어 법인설립[9]
- 1월 25일: 사업자 등록
- 4월 5일: 정기항공 운송사업면허 & 노선면허 취득
- 7월 17일: 서울(김포) - 제주 신규취항
- 12월 1일: 서울(김포) - 제주 일 24회로 증편

#### 2009년
- 1월 10일: 서울(김포) - 부산 신규취항
- 3월 21일: 국제항공안전인증(IOSA) 국내 항공사 3번째, 국내 저비용 항공사 첫 번째 획득
- 3월 28일: 서울(김포) - 부산 단항
- 4월 3일: 부산 - 제주 신규취항
- 12월 21일: 서울(인천) - 방콕(수완나품) 신규취항
- 12월 8일: 부산 - 제주 단항[10]
- 12월 24일: 서울(인천) - 도쿄(하네다) 부정기 국제선 신규취항

### 2010년대

#### 2010년
- 1월 14일: 서울(인천) - 클라크 부정기 국제선 신규취항
- 4월 2일 ~ 4월 18일
  - 서울(인천) - 제주 임시 취항
  - 서울(인천) - 방콕(수완나품) 한시적 증편
- 4월 20일 : 서울(인천) - 괌 신규취항

#### 2011년
- 6월 28일: 제주 - 상하이(푸동) 신규취항
- 7월 15일: 서울(인천) - 삿포로 신규취항
- 9월 15일: 서울(인천) - 세부 신규취항
- 10월 30일
  - 서울(인천) - 홍콩(첵랍콕) 신규취항
  - 서울(인천) - 삿포로 증편

#### 2012년
- 3월 28일: 서울(인천) - 비엔티안 신규취항
- 6월 6일: 제주 - 타이베이(도원) 신규취항
- 7월 5일: 서울(인천) - 옌타이(라이산) 신규취항
- 12월 24일: 서울(인천) - 오키나와 신규취항

#### 2013년
- 7월 24일: 서울(인천) - 나가사키 신규취항
- 10월 30일: 서울(인천) - 치앙마이 신규취항
- 11월 1일: 국내.외 화물운송 사업 시작
- 12월 4일
  - 서울(김포) - 양양 신규취항
  - 양양 - 닝보 부정기 국제선 신규취항
  - 양양 - 창사 부정기 국제선 신규취항
  - 양양 - 푸저우 부정기 국제선 신규취항

#### 2014년
- 4월 6일: 양양 - 제주 부정기 노선 신규취항
- 11월 30일: 국내 LCC 최초 보잉 777-200ER 기종 도입
- 12월 23일: 인천 - 코타키나발루 신규취항

#### 2015년
- 2월 27일: 부산 - 제주 재취항
- 5월 28일: 서울(인천) - 옌타이(라이산) 단항
- 9월 1일: 청주 - 제주 신규취항
- 9월 25일
  - 부산 - 오사카(간사이) 신규취항
  - 부산 - 세부 신규취항
- 10월 27일: 서울(인천) - 다낭 신규취항
- 11월 26일
  - 부산 - 다낭 신규취항
  - 부산 - 오키나와 신규취항
- 12월 1일
  - 인천 - 하노이 신규취항
  - 인천 - 칼리보 신규취항
- 12월 2일: 서울(인천) - 푸껫 신규취항
- 12월 19일: 서울(인천) - 호놀룰루 신규취항

#### 2016년
- 3월 26일: 서울(인천) - 칼리보 단항
- 4월 8일: 키자니아 부산에 '승무원 교육센터' 체험시설 개장
- 4월 24일: 서울(인천) - 타이페이(타오위안) 재취항
- 7월 1일: 서울(인천) - 도쿄(나리타) 신규취항
- 12월 13일: 서울(인천) - 기타큐슈 신규취항
- 12월 14일: 서울(인천) - 케언스 신규취항

#### 2017년
- 3월 6일: 서울(인천) - 호놀롤루 단항
- 3월 20일: 제트스타 항공과 상호 인터라인 서비스 실행
- 5월 29일: 서울(인천) - 호놀롤루 재취항
- 6월 30일: 제주 - 광주 신규취항
- 12월 8일: 한국거래소(KRX) 유가증권시에 기업공개, 상장
- 12월 22일: 서울(인천) - 케언스 재취항
- 12월 25일: 서울(인천) - 칼리보 재취항

#### 2018년
- 1월 2일: 서울(인천) - 조호르바루 신규취항
- 4월 26일: 서울(인천) - 칼리보 임시 중단
- 7월 21일
  - 서울(인천) - 호놀롤루 재취항
  - 도쿄(나리타) - 괌 전세기 취항
- 8월 1일: 도쿄(나리타) - 사이판 전세기 취항

#### 2019년
- 1월 31일: 서울(인천) - 칼리보 재취항
- 4월 8일: 사내이사 조양호, 오문권 사임(경영진 변동)
- 7월 1일: 항공사 유니폼 변경

### 2020년대

#### 2020년
- 6월 1일
  - 서울(김포) - 광주 신규취항
  - 서울(김포) - 부산 신규취항
  - 대구 - 제주 신규취항
- 6월 19일
  - 서울(김포) - 여수 신규취항
  - 여수 - 제주 신규취항

## 운항 노선

### 코드쉐어 협정
진에어는 아시아나항공과 에어부산에 이어서 국내 항공사 중 두번째로 모회사-자회사간 코드쉐어 협정을 체결하였다. 2020년 8월 기준으로 진에어와 코드쉐어를 실시 중인 항공사는 다음과 같다.
- 대한항공 (스카이팀)[11][12]

### 인터라인 협정
- 진에어는 복수의 항공사가 각각 운항하는 노선을 하나의 티켓에 연계 판매하는 제휴 형태의 협정인 인터라인 협정을 다른 항공사들과 맺고 있다. 2020년 8월 기준으로 진에어와 인터라인 협정을 체결한 항공사는 다음과 같다.
- 델타 항공 (스카이팀)[13]
- 라오 항공[14]
- 아일랜드 항공[14]
- 제트스타 항공
- 캄보디아 앙코르 항공[14]

### 취항지
- 2024년 3월을 기준으로 진에어의 취항 노선은 다음과 같다.[15]

|  | 허브        |
|  | 취항 예정지 |
|  | 전세편 노선 |
|  | 단항 노선   |

| 도시                                                                            | 공항 IATA     | 공항 ICAO                                                  | 공항 이름  | 비고          | 운항 횟수                                                 |
| ------------------------------------------------------------------------------- | ------------- | ---------------------------------------------------------- | ---------- | ------------- | --------------------------------------------------------- |
| 서울/김포 \|\| align=center\|GMP\|\|align=center\|RKSS \|\| 김포                | 허브          |                                                            |            |               |                                                           |
| 서울/인천 \|\| align=center\|ICN \|\| align=center\|RKSI \|\| 인천              | 메인 허브     |                                                            |            |               |                                                           |
| 광주 \|\| align=center\|KWJ \|\| align=center\|RKJJ \|\| 광주                   | [ 16 ] [ 17 ] | 일 2회 운항, 김포국제공항 행 일 2회 운항, 제주국제공항 행  |            |               |                                                           |
| 군산 \|\| align=center\|KUV \|\| align=center\|RKJK \|\| 군산                   | [ 18 ]        | 일 2회 운항, 제주국제공항 행                               |            |               |                                                           |
| 대구 \|\| align=center\|TAE \|\| align=center\|RKTN \|\| 대구                   | [ 17 ]        | 일 4회 운항, 김포국제공항 행 일 4회 운항, 제주국제공항 행  |            |               |                                                           |
| 무안 \|\| align=center\|MWX \|\| align=center\|RKJB \|\| 무안                   | [ 19 ]        | 주 2회 운항, 제주국제공항 행                               |            |               |                                                           |
| 부산/김해 \|\| align=center\|PUS\|\|align=center\|RKPK \|\| 김해                | [ 17 ]        | 일 4회 운항, 김포국제공항 행 주 17회 운항, 제주국제공항 행 |            |               |                                                           |
| 양양 \|\| align=center\|YNY \|\| align=center\|RKNY \|\| 양양                   | [ 20 ]        |                                                            |            |               |                                                           |
| 여수 \|\| align=center\|RSU \|\| align=center\|RKJY \|\| 여수                   | [ 21 ]        | 일 1회 운항, 김포국제공항 행 일 1회 운항, 제주국제공항 행  |            |               |                                                           |
| 원주/횡성 \|\| align=center \| WJU \|\| align=center \| RKNW \|\| 원주          | [ 22 ]        | 일 4회 운항, 제주국제공항 행                               |            |               |                                                           |
| 울산 \|\| align=center\|USN \|\| align=center\|RKPU \|\| 울산                   | [ 23 ]        | 일 1회 운항, 김포국제공항 행 일 1회 운항, 제주국제공항 행  |            |               |                                                           |
| 제주 \|\| align=center\|CJU \|\| align=center\|RKPC \|\| 제주                   |               |                                                            |            |               |                                                           |
| 진주 \|\| align=center\|HIN \|\| align=center\|RKPS \|\| 사천                   | [ 24 ]        | 일 2회 운항, 제주국제공항 행                               |            |               |                                                           |
| 청주 \|\| align=center\|CJJ \|\| align=center\|RKTU \|\| 청주                   | [ 25 ]        | 일 7회 운항, 제주국제공항 행                               |            |               |                                                           |
| 포항 \|\| align=center\|KPO \|\| align=center\|RKTH \|\| 포항                   | [ 26 ]        | 일 1회 운항, 김포국제공항 행 일 2회 운항, 제주국제공항 행  |            |               |                                                           |
| 난닝                                                                            | NNG           | ZGNN                                                       | 우수       | [ 27 ]        | 일 2회 운항, 양양국제공항 발                              |
| 난징 \|\| align=center\|NKG \|\| align=center\|ZSNJ \|\| 루커우                 | [ 27 ]        | 일 2회 운항, 양양국제공항 발                               |            |               |                                                           |
| 닝보 \|\| align=center\|NGB \|\| align=center\|ZSNB \|\| 리스                   | [ 28 ]        | 주 8회 운항, 양양국제공항 발                               |            |               |                                                           |
| 상하이 \|\| align=center\|PVG \|\|align=center\|ZSPD \|\| 푸둥                  |               | 주 7회 운항, 제주국제공항 발                               |            |               |                                                           |
| 스자좡                                                                          | SJW           | ZBSJ                                                       | 정딩       | 부정기 노선   | 일 2회 운항, 양양국제공항 발 주 2회 운항, 제주국제공항 발 |
| 시안 시 \|\| align=center\|XIY \|\| align=center\|ZLXY \|\| 셴양                | [ 30 ] [ 27 ] | 주 2회 운항, 제주국제공항 발                               |            |               |                                                           |
| 옌타이                                                                          | YNT           | ZSYT                                                       | 라이산     | [ 31 ]        | 주 2회 운항, 인천국제공항 발                              |
| 우시                                                                            | WUX           | ZSWX                                                       | 우시       | [ 32 ] [ 20 ] | 주 3회 운항, 김해국제공항 발 일 3회 운항, 양양국제공항 발 |
| 창사 \|\| align=center\|CSX \|\| align=center\|ZGHA \|\| 황화                   | 부정기 노선   | 주 8회 운항, 양양국제공항 발                               |            |               |                                                           |
| 청두 \|\| align=center\|CTU \|\| align=center\|ZUUU \|\| 솽류                   | [ 27 ]        | 일 2회 운항, 양양국제공항 발                               |            |               |                                                           |
| 취안저우                                                                        | JJN           | ZSQZ                                                       | 취안저우   | [ 33 ]        | 주 2회 운항, 제주국제공항 발                              |
| 충칭 \|\| align=center\|CKG \|\| align=center\|ZUCK \|\| 장베이                 | [ 27 ]        | 일 2회 운항, 양양국제공항 발                               |            |               |                                                           |
| 칭다오                                                                          | TAO           | ZSQD                                                       | 자오둥     | [ 34 ]        | 주 7회 운항, 인천국제공항 발                              |
| 푸저우 \|\| align=center\|FOC \|\| align=center\|ZSFZ \|\| 창러                 | 부정기 노선   | 주 8회 운항, 양양국제공항 발                               |            |               |                                                           |
| 마카오 \|\| align=center\|MFM \|\| align=center\|VMMC \|\| 마카오               | [ 35 ]        | 일 2회 운항, 인천국제공항 발                               |            |               |                                                           |
| 홍콩 \|\| align=center\|HKG \|\|align=center\|VHHH \|\| 홍콩                    | [ 36 ]        | 주 7회 운항, 인천국제공항 발                               |            |               |                                                           |
| 도쿄 \|\| align=center\|HND \|\| align=center\|RJTT \|\| 하네다                 | 부정기 노선   | 부정기 운항, 인천국제공항 발                               |            |               |                                                           |
| 도쿄 \|\| align=center\|NRT \|\| align=center\|RJAA \|\| 나리타                 | [ 38 ]        | 일 2회 운항, 인천국제공항 발                               |            |               |                                                           |
| 고치 \|\| align=center\|KCZ \|\| align=center\|RJOK \|\| 고치                   | 전세편 노선   | 일 1회 운항, 인천국제공항 발                               |            |               |                                                           |
| 기타큐슈 \|\| align=center\|KKJ \|\| align=center\|RJFR \|\| 기타큐슈           | [ 42 ]        | 주 3회 운항, 인천국제공항 발 주 3회 운항, 김해국제공항 발  |            |               |                                                           |
| 나가사키 \|\| align=center\|NGS \|\| align=center\|RJFU \|\| 나가사키           | [ 43 ]        | 주 4회 운항, 인천국제공항 발                               |            |               |                                                           |
| 나고야 \|\| align=center\|NGO \|\| align=center\|RJGG \|\| 주부                 | [ 44 ]        | 일 2회 운항, 인천국제공항 발                               |            |               |                                                           |
| 다카마쓰 \|\| align=center\|TAK \|\| align=center\|RJOT \|\| 다카마쓰           | [ 45 ]        | 주 7회 운항, 인천국제공항 발                               |            |               |                                                           |
| 삿포로 \|\| align=center\|CTS \|\| align=center\|RJCC \|\| 신치토세             | [ 46 ]        | 주 5회 운항, 인천국제공항 발 주 3회 운항, 김해국제공항 발  |            |               |                                                           |
| 시모지시마                                                                      | SHI           | RORS                                                       | 시모지시마 | [ 47 ]        | 주 5회 운항, 인천국제공항 발                              |
| 오사카 \|\| align=center\|KIX \|\| align=center\|RJBB \|\| 간사이               | [ 48 ]        | 일 2회 운항, 인천국제공항 발                               |            |               |                                                           |
| 오키나와 \|\| align=center\|OKA \|\| align=center\|ROAH \|\| 나하               | [ 49 ]        | 주 3회 운항, 인천국제공항 발 주 3회 운항, 김해국제공항 발  |            |               |                                                           |
| 이시가키                                                                        | ISG           | ROIG                                                       | 이시가키   | [ 50 ]        | 주 5회 운항, 인천국제공항 발                              |
| 후쿠오카 \|\| align=center\|FUK \|\| align=center\|RJFF \|\| 후쿠오카           | [ 51 ]        | 주 19회 운항, 인천국제공항 발                              |            |               |                                                           |
| 타이베이 \|\| align=center\|TPE \|\| align=center\|RCTP \|\| 타오위안           | [ 52 ]        | 주 7회 운항, 인천국제공항 발 주 7회 운항, 김해국제공항 발  |            |               |                                                           |
| 타이중 \|\| align=center\|RMQ \|\| align=center\|RCMQ \|\| 타이중               | [ 53 ]        | 주 7회 운항, 인천국제공항 발                               |            |               |                                                           |
| 울란바토르                                                                      | UBN           | ZMUK                                                       | 칭기즈 칸  | [ 54 ]        | 주 2회 운항, 무안국제공항 발                              |
| 비엔티안 \|\| align=center\|VTE\|\|align=center\|VLVT \|\| 왓따이               | [ 55 ]        | 주 7회 운항, 인천국제공항 발                               |            |               |                                                           |
| 조호르바루                                                                      | JHB           | WMKJ                                                       | 세나이     | [ 56 ]        | 일 2회 운항, 인천국제공항 발                              |
| 코타키나발루 \|\| align=center\|BKI \|\| align=center\|WBKK \|\| 코타키나발루   | [ 57 ]        | 일 3회 운항, 인천국제공항 발                               |            |               |                                                           |
| 하노이 \|\| align=center\|HAN \|\| align=center\|VVNB \|\| 노이바이             | [ 58 ]        | 주 7회 운항, 인천국제공항 발                               |            |               |                                                           |
| 냐짱 \|\| align=center\|CXR \|\| align=center\|VVCR \|\| 깜라인                 | [ 59 ]        | 주 4회 운항, 인천국제공항 발                               |            |               |                                                           |
| 다낭 \|\| align=center\|DAD \|\| align=center\|VVDN \|\| 다낭                   | [ 60 ] [ 61 ] | 일 3회 운항, 인천국제공항 발 일 2일 운항, 김해국제공항 발  |            |               |                                                           |
| 락자 \|\| align=center\|PQC \|\| align=center\|VVPQ \|\| 푸꾸옥                 | [ 62 ]        | 주 7회 운항, 인천국제공항 발                               |            |               |                                                           |
| 메단                                                                            | KNO           | WIMM                                                       | 쿠알라나무 | 전세편 노선   |                                                           |
| 방콕 \|\| align=center\|BKK\|\|align=center\|VTBS \|\| 수완나품                 | [ 63 ]        | 주 7회 운항, 인천국제공항 발 주 7회 운항, 김해국제공항 발  |            |               |                                                           |
| 치앙마이 \|\| align=center\|CNX \|\| align=center\|VTCC \|\| 치앙마이           | [ 64 ] [ 59 ] | 주 4회 운항, 인천국제공항 발                               |            |               |                                                           |
| 푸껫 \|\| align=center\|HKT \|\| align=center\|VTSP \|\| 푸껫                   | [ 65 ]        | 주 7회 운항, 인천국제공항 발                               |            |               |                                                           |
| 보홀                                                                            | TAG           | RPSP                                                       | 보홀       | [ 66 ]        | 주 7회 운항, 인천국제공항 발                              |
| 세부 \|\| align=center\|CEB \|\|align=center\|RPVM \|\| 막탄 세부               | [ 67 ] [ 68 ] | 일 3회 운항, 인천국제공항 발 일 2회 운항, 김해국제공항 발  |            |               |                                                           |
| 칼리보 \|\| align=center\|KLO \|\| align=center\|RPVK \|\| 칼리보               | [ 69 ]        | 주 7회 운항, 인천국제공항 발                               |            |               |                                                           |
| 클라크 \|\| align=center\|CRK \|\| align=center\|RPLC \|\| 디오스다도 마카파갈  | [ 70 ]        | 주 7회 운항, 인천국제공항 발 주 7회 운항, 김해국제공항 발  |            |               |                                                           |
| 괌 \|\| align=center\|GUM \|\| align=center\|PGUM \|\| 앤토니오 B. 원 팻        | [ 71 ] [ 72 ] | 일 2회 운항, 인천국제공항 발 일 2회 운항, 김해국제공항 발  |            |               |                                                           |
| 사이판 \|\| align=center\|SPN \|\| align=center\|PGSN \|\| 사이판               | [ 73 ]        | 주 4회 운항, 인천국제공항 발                               |            |               |                                                           |
| 골드코스트 \|\| align=center\|OOL \|\| align=center\|YBCG \|\| 골드코스트       | 전세편 노선   |                                                            |            |               |                                                           |
| 케언스 \|\| align=center\|CNS \|\| align=center\|YBCS \|\| 케언스               | [ 75 ]        | 주 2회 운항, 인천국제공항 발                               |            |               |                                                           |
| 호놀룰루 \|\| align=center\|HNL \|\| align=center\|PHNL \|\| 다니엘 K. 이노우에 | [ 76 ]        | 주 5회 운항, 인천국제공항 발                               |            |               |                                                           |

## 보유 기종

### 현재 사용하는 기종
- 2024년 12월 기준으로 다음과 같이 보유하고 있으며 평균 기령은 약 12.1년이다.[77][78][79]

## 후원
- 진에어 그린윙스
- 진에어 스타리그 2011
- 진에어 배 2011 슬러거 통합챔피언십
- 2018 평창 동계 올림픽

## 같이 보기
- 한진그룹 - 모기업
- 대한항공 - 모기업
- 한국공항 - 그룹 계열 조업사

## 사건 및 사고

### 진에어 불법 등기 임원 논란
조현민 진에어 마케팅본부 본부장 (부사장)이 2010년 3월부터 2016년 3월까지 진에어 사내이사로 재직했다. 대한민국의 항공사업법 제9조는 '국내·국제항공운송사업 면허의 결격사유' 중 하나로 임원 중에 '대한민국 국민이 아닌 사람'이 있는 경우를 들고 있으며, 진에어 관계자에 따르면 조현민 부사장은 당시 논란의 소지가 있어 2016년에 등기 임원을 사임한 것으로 안다고 밝혔다. 이로 인해 국토부가 항공운송면허 취소에 대해 검토했지만 면허를 취소하지 않기로 결정했다. 그 대신 신규노선의 허가를 제한하고, 신규 항공기 등록과 부정기편의 운항을 제한하는 제재를 결정했다.
또 진에어는 비행중 장치가 떨어져나가거나 김해공항 써클링 오착륙 사고등이 있다.